# Eden (Schiff, 1904)
HMS Eden war ein 1904 fertiggestellter Zerstörer der River-Klasse der britischen Royal Navy. Sie war das einzige Turbinenboot der Klasse. Wie die Mehrzahl der Boote der Klasse befand sie sich zu Beginn des Ersten Weltkriegs in der Reserve. Die Eden wurde, wie ihre Schwesterboote, wieder aktiviert und gehörte zu den Sicherungseinheiten in der südlichen Nordsee. Am 18. Juni 1916 kam es zu einem Unfall im Kanal, als der französische Truppentransporter France im Kanal die zur U-Boot-Abwehr eingesetzte Eden vor Fécamp überlief und zerschnitt. Beim Untergang der Eden kamen 43 Mann ihrer Besatzung ums Leben.

## Geschichte des Zerstörers
Die Eden war vierte Zerstörer der Royal Navy mit Turbinenantrieb und der erste, bei dem dieser Antrieb in den Rumpf eines Standard-Zerstörers eingebaut wurde. Die Bauwerft Hawthorn, Leslie & Co. hatte mit HMS Viper und Velox schon zwei der Erprobungsboote für die Nutzung von Dampfturbinen als Antrieb von Zerstörern zusammen mit dem auch am Tyne ansässigen Turbinenhersteller Parsons gebaut.

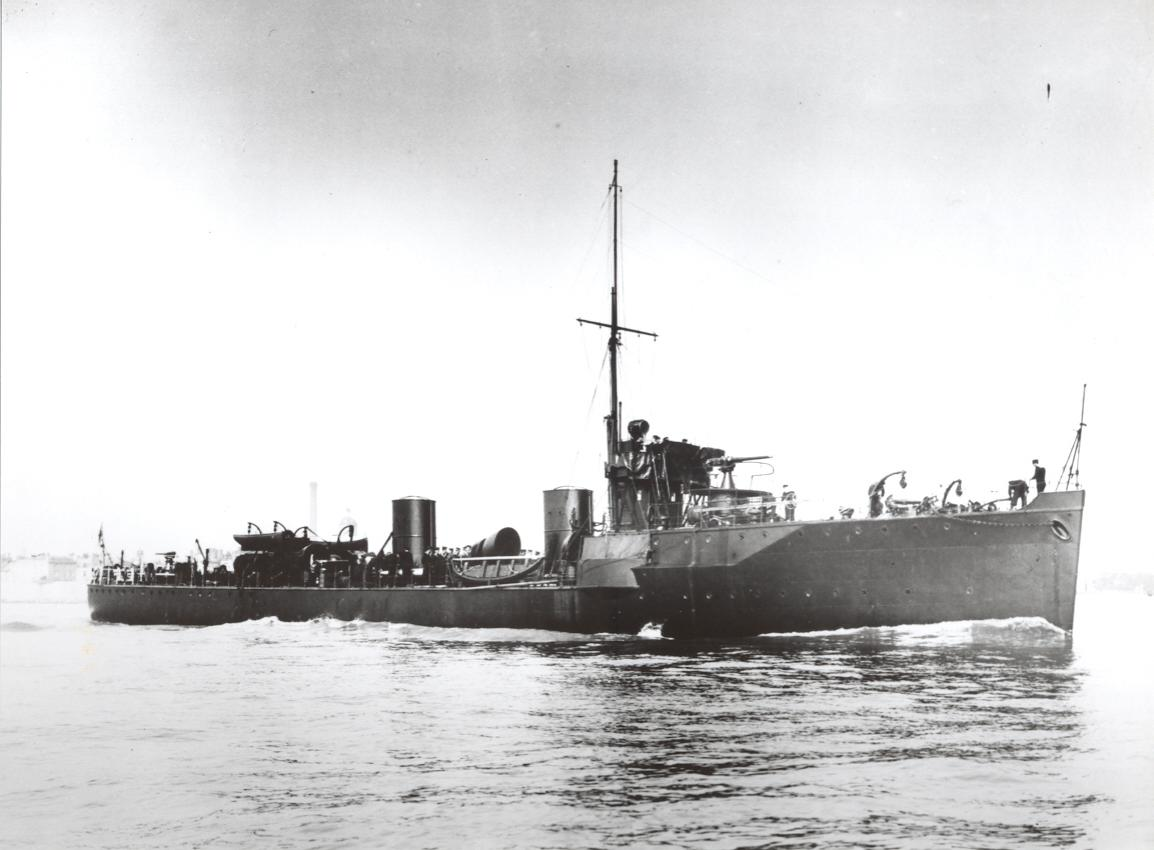
Die Eden

Das Boot gehörte zu der neuen River-Klasse, die eine erheblich verbesserte Seefähigkeit und Reichweite gegenüber den seit fast 10 Jahren gebauten „30-knottern“ haben sollte. Die von Hawthorn, Leslie & Co. ab Juli 1902 gebauten Boote waren 68,7 m über alles lang, 7,16 m breit und hatten einen Tiefgang von 2,74 m. Die am 16. Juni 1904 in Dienst gestellt Eden verfügte über eine Turbinenanlage von 7000 PS Höchstleistung, die über drei Wellen mit je zwei Propellern (damals meist als Rotoren bezeichnet) dem Boot bei den Probefahrten 26,2 kn ermöglichte. Als einziges anderes Boot der Klasse erreichte die bei Yarrow gebaute HMS Gala ebenfalls diesen Wert. Die Hochdruckturbine der Eden wirkte auf die Mittelwelle, zwei Niederdruckturbinen auf die Seitenwellen, die bei langsamer Fahrt von zusätzlich vorhandenen Marschturbinen angetrieben wurden.

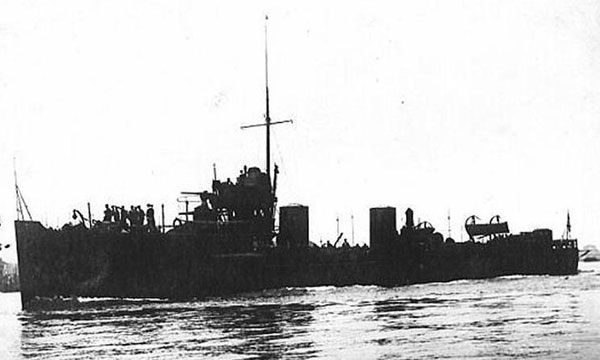
Das Schwester-Boot Derwent

Ursprünglich mit einem Zwölfpfünder vom Typ 12 cwt Mk I (76 mm-L/40-Kanone) und fünf Sechspfündern vom Typ Hotchkiss (57 mm-L/40-Kanonen) sowie zwei 45 cm-Torpedorohren bewaffnet, wurden die fünf leichten Geschütze schon frühzeitig durch drei zusätzliche, leichtere Zwölfpfünder vom Typ 8 cwt (76 mm-L/29-Kanonen) ersetzt.

### Einsätze
Die Eden wurde nach ihrer Indienststellung der „East Coast Destroyer Flotilla“ der Ersten Flotte in Harwich zugeteilt. Im April 1909 wurde sie der in Harwich neu gebildeten „3. Zerstörerflottille“ (3rd DF) zugeteilt, zu der 26 Boote der River-Klasse gehörten. Führungskreuzer der Flottille war die Diamond. Zur Flottille gehörten noch die beiden Spähkreuzer („scouts“) Foresight und Forward, das Reparatur- und Wohnschiff Aquarius ex Hampstead sowie der alte Kreuzer HMS St George der Edgar-Klasse als „depot ship“.
Am Morgen des 28. Januar 1910 brach bei schlechtem Wetter die Vertäuung des Zerstörers auf seinem Liegeplatz in Dover und er trieb gegen die Hafenmole unter dem East Cliff und sank. Zwei Tage später wurde die Eden wieder gehoben und dann repariert.
Im Mai 1912 wurde das Boot durch einen Zerstörer der Beagle-Klasse in der 3rd DF ersetzt. Die Besatzung wurde auf einen Stamm reduziert und der „2nd Fleet“ zugeteilt. Als Boot der River-, ab 1912 E-Klasse erhielt die Eden den Buchstaben ‘E’ auf dem Rumpf.
Bei der Testmobilisierung im Juli 1914 bildeten vierzehn Boote der Klasse die 9. Zerstörerflottille, zu der noch weitere acht Boote der Klasse treten sollten. Zu Beginn des Ersten Weltkriegs verfügte die 9. Zerstörerflottille neben zwei Scout-Kreuzern (Forward, Patrol) über dreizehn Zerstörer der River-Klasse (Eden, ihre Kolbenmaschinen-Schwesterboote Derwent, Doon, Kale, Waveney und Ettrick, Itchen, Ness, Nith, Ouse, Rother, Stour, Test) zu denen im Dezember 1914 noch die Moy trat, und vier Torpedoboote (TB 4, TB 13, TB 22, TB 24) der Cricket-Klasse. Versorgungsschiff der Flottille war wieder alte Kreuzer St. George.
Die Eden wechselte 1915 mit anderen Zerstörern der River-Klasse (Derwent, Doon, Kale, Waveney sowie Itchen, Moy, Ness, Nith, Ouse, Stour, Test) zu den sieben alten Zerstörern der B- und C-Klasse der 7. Zerstörerflottille, dann schließlich mit der Derwent zur „Portsmouth Defence Flotilla“.

### Der Verlust derEden
In der Nacht des 18. Juni 1916 kam es zu einem Unfall im Kanal, als der französische Truppentransporter France (1912, 24.666 BRT) die von Portsmouth aus zur U-Boot-Abwehr im Kanal eingesetzte Eden vor Fécamp überlief. Auf der France versagte das Ruder und der Ozeanliner zerschnitt den kleinen Zerstörer. Das Vorschiff der Eden sank sofort, der hintere Teil wenig später. 43 Mann der Eden starben, die France konnte 33 Schiffbrüchige retten. Die Eden war der zweite Kriegsverlust der River-Klasse.